# Cumellopsis puritani
Cumellopsis puritani är en kräftdjursart som beskrevs av William Thomas Calman 1906. Cumellopsis puritani ingår i släktet Cumellopsis och familjen Nannastacidae. Inga underarter finns listade i Catalogue of Life.